# Arcturus parvus
Arcturus parvus är en kräftdjursart som beskrevs av Richardson 1910. Arcturus parvus ingår i släktet Arcturus och familjen Arcturidae. Inga underarter finns listade i Catalogue of Life.